# Comicopera
Comicopera je osmé sólové studiové album britského hudebníka Roberta Wyatta, vydané v roce 2007 u vydavatelství Domino Records. Vyšlo ve dvou verzích: na jednom CD a na dvou gramofonových LP deskách. Producentem alba byl sám Wyatt a mezi dalšími hudebníky, kteří zde hráli, patří například Brian Eno, Phil Manzanera nebo Paul Weller. Nahráno bylo ve Wyattově domovském studiu a také v Manzanerově studiu. Britský hudební časopis The Wire album označil na nejlepší nahrávku roku.

## Seznam skladeb
| Act One: Lost in Noise | Act One: Lost in Noise | Act One: Lost in Noise       | Act One: Lost in Noise |
| Pořadí                 | Název                  | Autor                        | Délka                  |
| ---------------------- | ---------------------- | ---------------------------- | ---------------------- |
| 1.                     | Stay Tuned             | Anja Garbarek                | 3:49                   |
| 2.                     | Just as You Are        | Robert Wyatt, (Alfreda Benge | 4:21                   |
| 3.                     | You You                | Wyatt, Benge                 | 4:22                   |
| 4.                     | A.W.O.L.               | Wyatt, Benge                 | 2:56                   |
| 5.                     | Anachronist            | Wyatt                        | 3:28                   |

| Act Two: The Here and the Now | Act Two: The Here and the Now | Act Two: The Here and the Now | Act Two: The Here and the Now |
| Pořadí                        | Název                         | Autor                         | Délka                         |
| ----------------------------- | ----------------------------- | ----------------------------- | ----------------------------- |
| 6.                            | A Beautiful Peace             | Wyatt, Brian Eno              | 2:27                          |
| 7.                            | Be Serious                    | Wyatt                         | 2:56                          |
| 8.                            | On the Town Square            | Wyatt                         | 5:26                          |
| 9.                            | Mob Rule                      | Wyatt                         | 2:16                          |
| 10.                           | A Beautiful War               | Wyatt, Eno                    | 2:40                          |
| 11.                           | Out of the Blue               | Wyatt, Benge                  | 3:41                          |

| Act Three: Away with the Fairies | Act Three: Away with the Fairies | Act Three: Away with the Fairies                                                               | Act Three: Away with the Fairies |
| Pořadí                           | Název                            | Autor                                                                                          | Délka                            |
| -------------------------------- | -------------------------------- | ---------------------------------------------------------------------------------------------- | -------------------------------- |
| 12.                              | Del Mondo                        | Giovanni Lindo Ferretti, Massimo Zamboni, Gianni Maroccolo, Francesco Magnelli, Giorgio Canali | 3:29                             |
| 13.                              | Cancion de Julieta               | Wyatt, Federico García Lorca                                                                   | 7:32                             |
| 14.                              | Pastafari                        | Orphy Robinson                                                                                 | 4:37                             |
| 15.                              | Fragment                         | Wyatt, Benge                                                                                   | 1:38                             |
| 16.                              | Hasta Siempre Comandante         | Carlos Puebla                                                                                  | 4:37                             |

## Obsazení
- Robert Wyatt – zpěv, klavír, perkuse, klávesy, trubka, kornet, kytara
- Brian Eno – klávesy, zvukové efekty
- Seaming To – hlas, klarinet
- Annie Whitehead – pozoun, baskřídlovka
- Yaron Stavi – kontrabas
- Monica Vasconcelos – hlas
- Paul Weller – kytara
- Gilad Atzmon – saxofon, klarinet
- Jamie Johnson – baskytara
- Dave Sinclair – klavír
- Phil Manzanera – kytara
- Del Bartle – kytara
- Orphy Robinson – steelpan, vibrafon
- Chucho Merchan – kontrabas
- Maurizio Camardi – saxofon
- Alfonso Santimone – klavír, klávesy
- Alessandro Fedrigo – baskytara
- Paolo Vidaich – perkuse
- Gianni Bertoncini – bicí